# Yatunpu
Yatunpu är en ort i Kina. Den ligger i provinsen Hunan, i den södra delen av landet, omkring 400 kilometer sydväst om provinshuvudstaden Changsha. Antalet invånare är 1 370.
Runt Yatunpu är det ganska tätbefolkat, med 86 invånare per kvadratkilometer. Närmaste större samhälle är Shuangjiang, 8,7 km öster om Yatunpu. I omgivningarna runt Yatunpu växer i huvudsak blandskog.
Genomsnittlig årsnederbörd är 1 787 millimeter. Den regnigaste månaden är juni, med i genomsnitt 296 mm nederbörd, och den torraste är december, med 63 mm nederbörd.